# Fanny Elßler

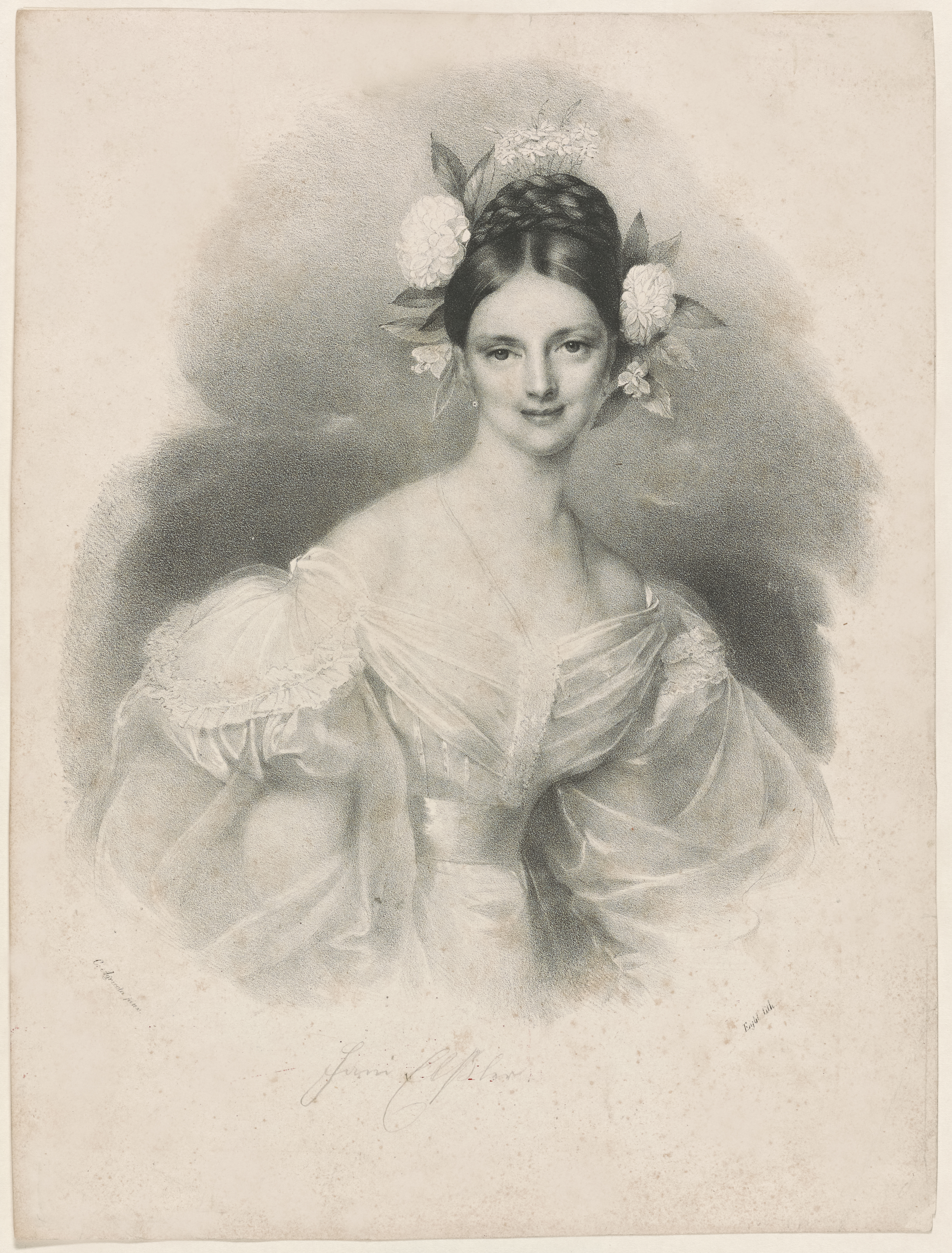
Fanny Elßler, 1831

Fanny Elßler, eigentlich Franziska Elßler (international: Fanny Elssler; * 23. Juni 1810 in Gumpendorf (heute ein Stadtteil von Wien); † 27. November 1884 in Wien), war eine weltberühmte österreichische Ballerina. Neben Marie Taglioni, Carlotta Grisi und Fanny Cerrito gehörte sie zu den meistbewunderten, legendären Tänzerinnen der Romantik.

## Leben
Fanny Elßler stammte aus einer Familie, die in enger Verbindung mit Joseph Haydn stand: ihr Großvater Joseph Elßler († 1782) und ihr Vater Johann (Florian) Elßler (1769–1843) waren Leibkopisten des Komponisten, und ihr Vater betreute Haydn ungefähr zwanzig Jahre lang bis zu dessen Tode (1809) auch als Kammerdiener. Fannys Mutter Therese, geb. Prinster, war Mehlmesserin. Fannys Schwester Therese (1808–1878), die 1850 in morganatischer Ehe den Prinzen Adalbert von Preußen heiratete, war ebenfalls Tänzerin und begleitete sie häufig auf ihren Tourneen. Die älteste Schwester Anna (1804–1863) war Schauspielerin am Kärntnertor-Theater. Sie hatte außerdem zwei Brüder, von denen Johann Elßler Chordirektor an der Berliner Oper war, während Joseph als Mönch in einem Franziskaner-Kloster lebte.

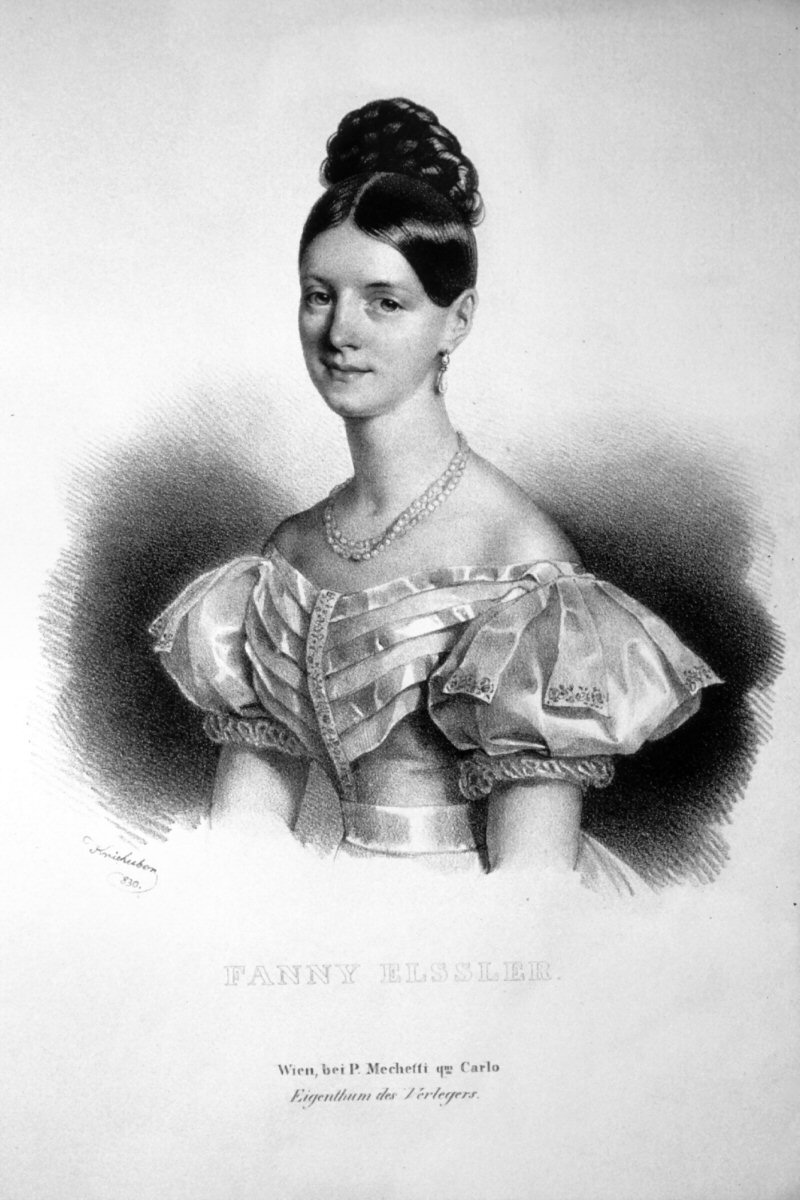
Fanny Elßler, Lithographie von Joseph Kriehuber, 1830

Als Kind gehörten Fanny, Anna und Therese Elßler zu Friedrich Horschelts seinerzeit berühmtem Kinderballett, das jedoch 1821 aufgelöst wurde, weil es in einen Skandal um einige pädophile Wüstlinge geriet, die versucht hatten, sich den Kindern zu nähern – es ist nicht bekannt, ob auch die Elßler-Schwestern Opfer dieser Missstände waren. Danach (oder schon ab 1817 ?) wurden die beiden Mädchen an der Ballettschule des Wiener Hoftheaters, unter anderen bei Jean-Pierre Aumer, im anmutigen französischen Stil ausgebildet. 1824 nahm der berühmte Impresario Domenico Barbaja die erst 14-jährige Fanny und die zwei Jahre ältere Therese mit nach Neapel, wo sie sich bei Gaetano Gioia vervollkommneten, und wo Fanny insbesondere ihre später gerühmten mimischen Qualitäten entwickelte.
Die auch für ihre Schönheit und ihren Charme berühmte Fanny Elßler hatte vor allem in ihrer Jugend mehrere außereheliche Beziehungen mit teilweise hochgestellten Männern, wie dies zu ihrer Zeit bei Tänzerinnen und Schauspielerinnen durchaus üblich war. Jedoch sind nicht alle Details ihres Privatlebens völlig geklärt. Schon in Neapel hatte die junge Tänzerin eine Affäre, möglicherweise mit Leopold von Neapel-Sizilien (?), Prinz von Salerno und Sohn des Königs Ferdinand IV. von Neapel. Fanny wurde schwanger, kehrte nach Wien zurück und brachte im Juni 1827 (also mit knapp 17 Jahren) ihren Sohn Franz Robert Xaver Elßler zur Welt, den sie in Pflege gab, da ein uneheliches Kind ihrer Karriere im Wege gestanden hätte. Franz wuchs in Eisenstadt auf und starb 1873 durch Selbstmord. Er war seit dem 14. November 1860 mit Rosa Thomasz verheiratet.

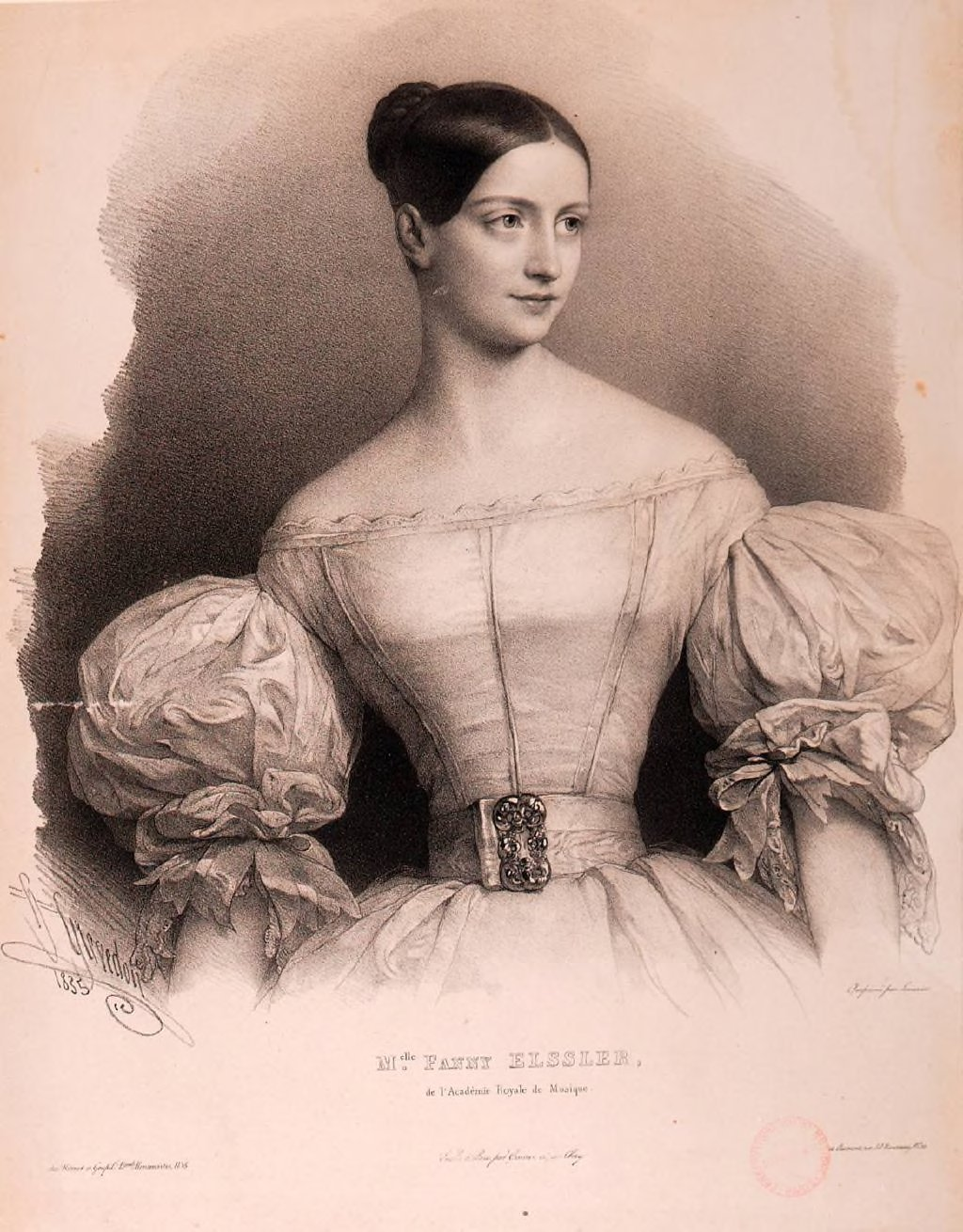
Fanny Elßler, um 1835

Beruflich war die Elßler in Wien zunächst nicht sonderlich erfolgreich, ihr Aufstieg zu einer der gefeiertsten Tänzerinnen aller Zeiten begann 1830 bei ihrem Aufenthalt in Berlin, wo sie unter anderen von Rahel Varnhagen gefördert wurde.
Im Jahr zuvor war die 19-jährige Fanny dem um 46 Jahre älteren Friedrich von Gentz, dem Sekretär Metternichs, begegnet, mit dem sie von 1830 bis zu Gentz’ Tod 1832 eine enge Beziehung unterhielt. Er entwickelte für Fanny noch einmal seine ganze Kunst, um zu Geld zu kommen, förderte sie, wo er nur konnte und überhäufte sie mit Geschenken. Er nahm auch die Rolle eines Mentors ein und bemühte sich, sie zu bilden, in Französisch und korrektem Deutsch zu unterrichten, veranlasste sie, Bücher zu lesen, und machte sie mit einflussreichen Leuten bekannt. Fanny dankte es ihm mit einer ehrlichen und tiefen Zuneigung, die aus den erhaltenen Briefen eindeutig hervorgeht. Nach dem Ende von Gentz’ politischer Karriere zog er sich mit Elßler auf sein Schlösschen in Weinhaus zurück. Sie lebte dort mit ihm bis zu seinem Tod am 9. Juni 1832.
Eine manchmal vor allem in der älteren Literatur vermutete Beziehung mit dem Herzog von Reichstadt – dem Sohn von Napoléon Bonaparte und der Marie Louise von Österreich – ist nicht nachweisbar und laut Doublier „frei erfunden“.
1833 führte sie eine ihrer erfolgreichen „Kunstreisen“ nach London. Privat brachte die Elßler dort ein weiteres uneheliches Kind zur Welt: ihre Tochter Therese (* 26. Oktober 1833; † 18. Juli 1870), als deren Vater zuweilen der Tänzer Anton Stuhlmüller vermutet wird. Das Mädchen wuchs in der Familie des britischen Parlamentsmitglieds Grote auf.

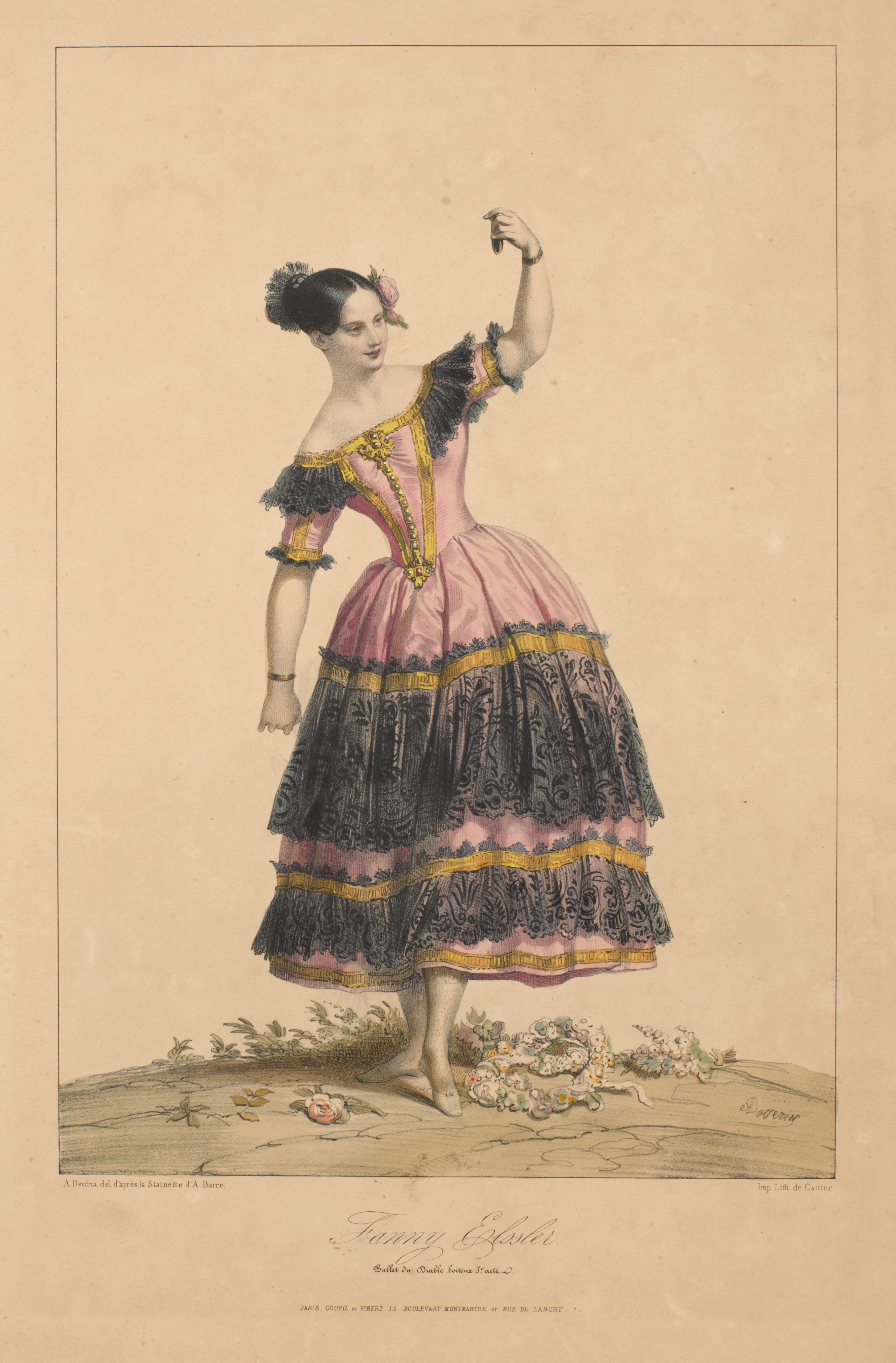
Fanny Elßler tanzt die Cachucha (1842)

Zwischen 1834 und 1840 war Fanny Elßler in Paris engagiert und zeitweise mit dem Direktor der Pariser Oper, Louis-Désiré Véron, verheiratet. Sie rivalisierte dort direkt mit Marie Taglioni, obwohl die beiden zwei gänzlich verschiedene Ideale des romantischen Balletts verkörperten: Die Taglioni war die Inkarnation der ätherischen, feenhaft fragilen Ballerina, die auf Spitzen in Balletten wie La Sylphide tanzte, während die Elßler bei all ihrer gefeierten Grazie eher einem leidenschaftlichen, sinnlich-koketten Typus und der bodenständigeren terre à terre-Tänzerin entsprach. Entsprechend gehörten zu Elßlers Zugnummern besonders Nationaltänze wie Polka, Krakowiak und ihre berühmte Cachucha, die sie zuerst in dem Ballett Le diable boiteux („Der hinkende Teufel“) tanzte, und mit der sie ab 1836 einem Publikum in aller Welt regelrecht „den Kopf verdrehte“. Darüber schrieb M. G. Saphir:

„Fanni Elßler tanzt die „Cachucha“ mit den Füßen, mit den Augen, mit dem Munde, mit tausend Lächeln, mit Millionen anmuthigen Commentaren, mit Millionen süßen Randglossen; das ist die Cachucha und man könnte sagen, die Cachucha tanzt durch die Elßler“

1837 debütierte sie als Lise in Aumers und Hérolds Version von La Fille mal gardée; dabei wurde für sie extra ein neuer Pas de deux mit Melodien aus ihrer Lieblingsoper L’elisir d’amore (von Donizetti) arrangiert. Weitere Glanzrollen ihres Repertoires waren die Titelpartien in den Balletten La Somnambule, Nathalie ou la laitière suisse und Cendrillon; ihr großes schauspielerisches Talent konnte sie als stumme Fenella in Aubers Oper La Muette de Portici zur Geltung bringen.

Fanny Elßler, Lithografie von Endicott nach Henry Inman, 1841

Von 1840 bis 1842 ging Fanny Elßler als erste weibliche europäische Künstlerin auf eine damals ziemlich gewagte und beschwerliche Tournee durch Nordamerika und Kuba, wo sie insgesamt nahezu 200 Auftritte absolvierte, davon 21 Benefizgalas. Sie wurde in Übersee beispiellos gefeiert, verdiente ein Vermögen von 742 000 Franken und wurde zum Vorbild für einige andere Künstlerinnen, namentlich Sängerinnen wie Laure Cinti-Damoreau und Jenny Lind, die nach ihr ähnliche Tourneen unternahmen. In Amerika wurde die Elßler von ihrer Cousine Katharina Prinster (1811–1888) begleitet, die in zahlreichen Briefen über Fannys triumphale Erfolge berichtete und bis zu ihrem Lebensende deren Vertraute blieb.

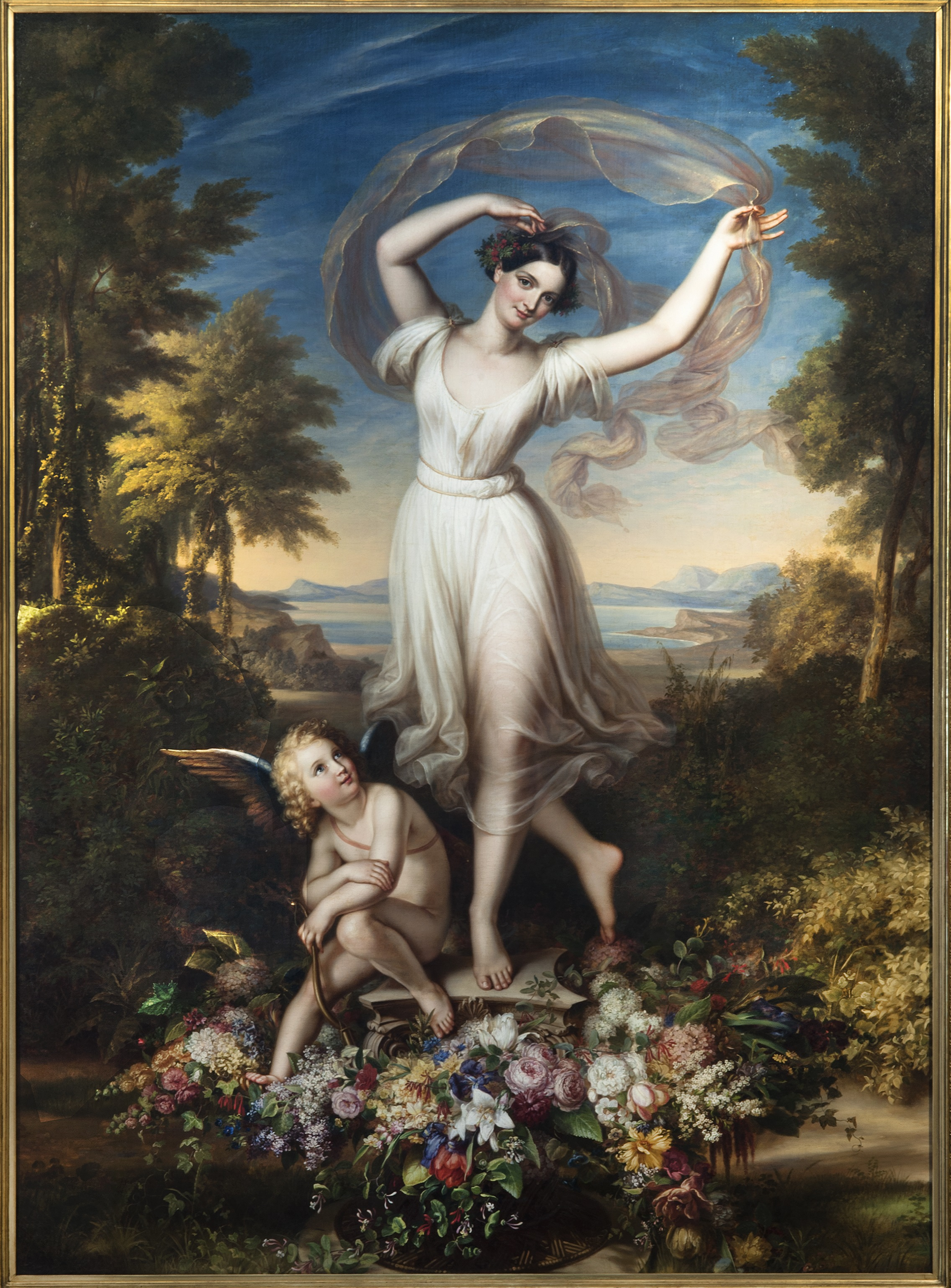
Die Apotheose der Fanny Elßler, ein Rollenporträt von Carl Joseph d. Ä., 1832. Es befindet sich zurzeit im Begas Haus in Heinsberg.

Zurück in Europa ließ man sie wegen Vertragsbruchs nicht mehr in Paris auftreten, so dass sie weitere „Kunstreisen“ durch Deutschland, England, Italien und bis nach Russland machte, wo sie ganz besonders gefeiert wurde.

Am 30. März 1843 trat sie in London zum ersten Mal in der Titelrolle von Giselle auf – ein Part, der kurz zuvor ursprünglich von Carlotta Grisi kreiert worden war, deren große Stärke in feenhaften, ätherischen Figuren lag (ähnlich wie Marie Taglioni). Giselle war jedoch keine der ganz großen Rollen der Elßler, deren Interpretation im 1. Akt (mit der schauspielerisch anspruchsvollen Wahnsinnsszene) zwar einhellig gelobt wurde, aber im 2. Akt war sie schwächer, weil ihr die „unirdischen“ geisterhaften Wesen nicht besonders lagen (und wahrscheinlich weil sie nicht so makellos auf Spitze über die Bühne schweben konnte wie Taglioni oder Grisi). Trotzdem tanzte sie die Giselle auch noch in der nachfolgenden Londoner Saison abwechselnd mit Grisi und 1848 auch in Russland.

Zu Elßlers meistbewunderten Lieblingsrollen ihrer letzten Karriere-Phase gehörte die Zigeunerin Esmeralda im gleichnamigen, auf Hugos Glöckner von Notre-Dame basierenden Ballett von Jules Perrot und Pugni. Elßler, genannt auch „La Gitana“, tanzte diese Partie bereits 1844 in London im King’s Theatre und später auch in Mailand und in Russland, unter anderen mit Marius Petipa als Partner, der die Elßler als „unnachahmlich in dieser Rolle“ bezeichnete, „alle anderen Esmeraldas, die ich später gesehen habe, schienen nur schwache Kopien“.

Die Elßler tanzte auch immer wieder in Wien, wo sie 1851 ihren letzten Auftritt in dem Ballett Faust hatte.
Danach zog sie sich, noch auf der vollen Höhe ihres Könnens, ins Privatleben zurück, zunächst für einige Jahre nach Hamburg und ab 1856 nach Wien, wo sie als verehrtes Mitglied der feinen Gesellschaft von 1864 bis zu ihrem Tode in einem heute nicht mehr existierenden Haus auf der Seilerstätte wohnte.
Ihr ehrenhalber gewidmetes Grab befindet sich auf dem Hietzinger Friedhof (Gruppe 6, Nummer 12 A).

## Bilder

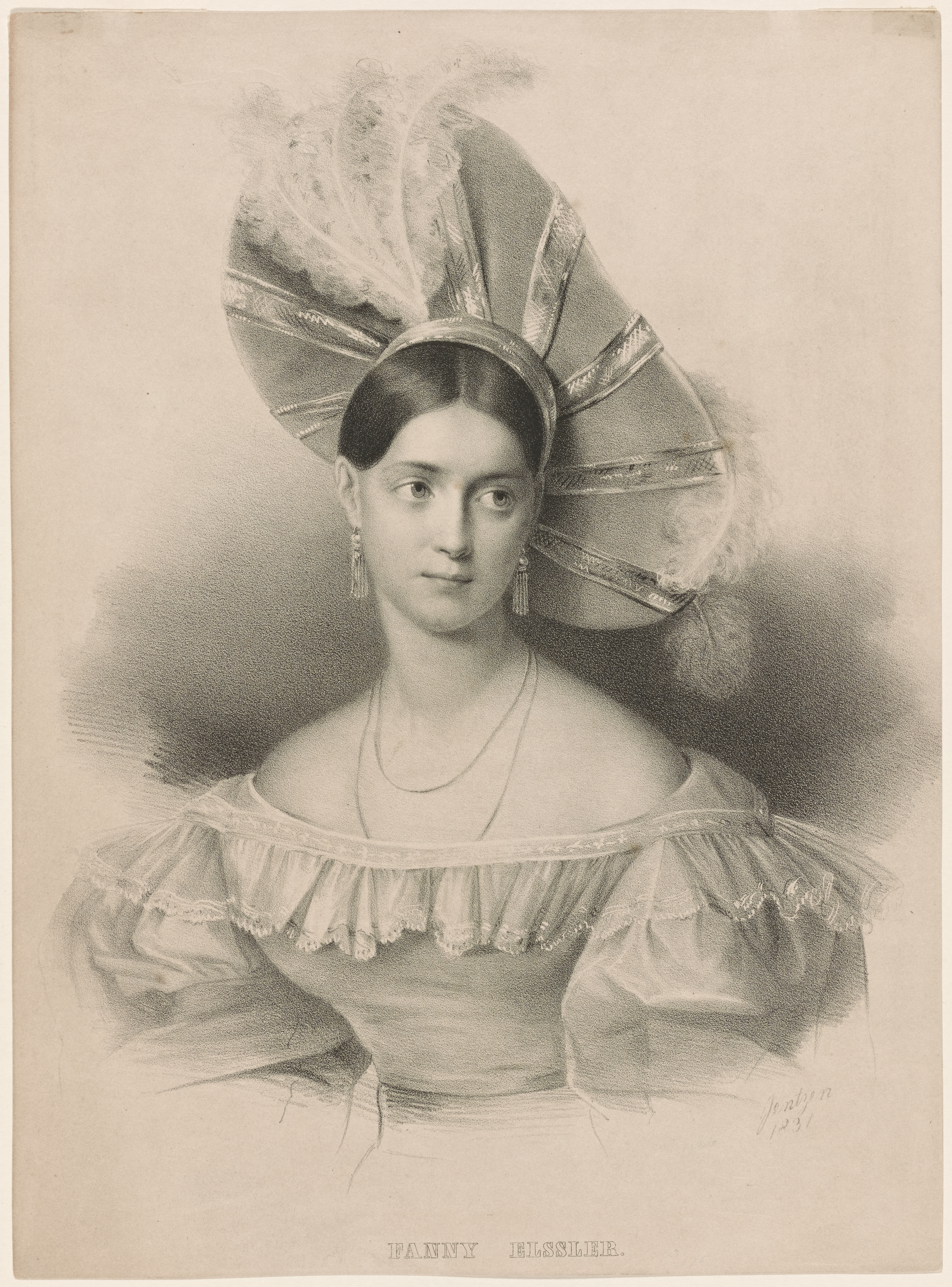
Fanny Elßler, Lithographie vom Königlichen Lithographischen Institut, 1831
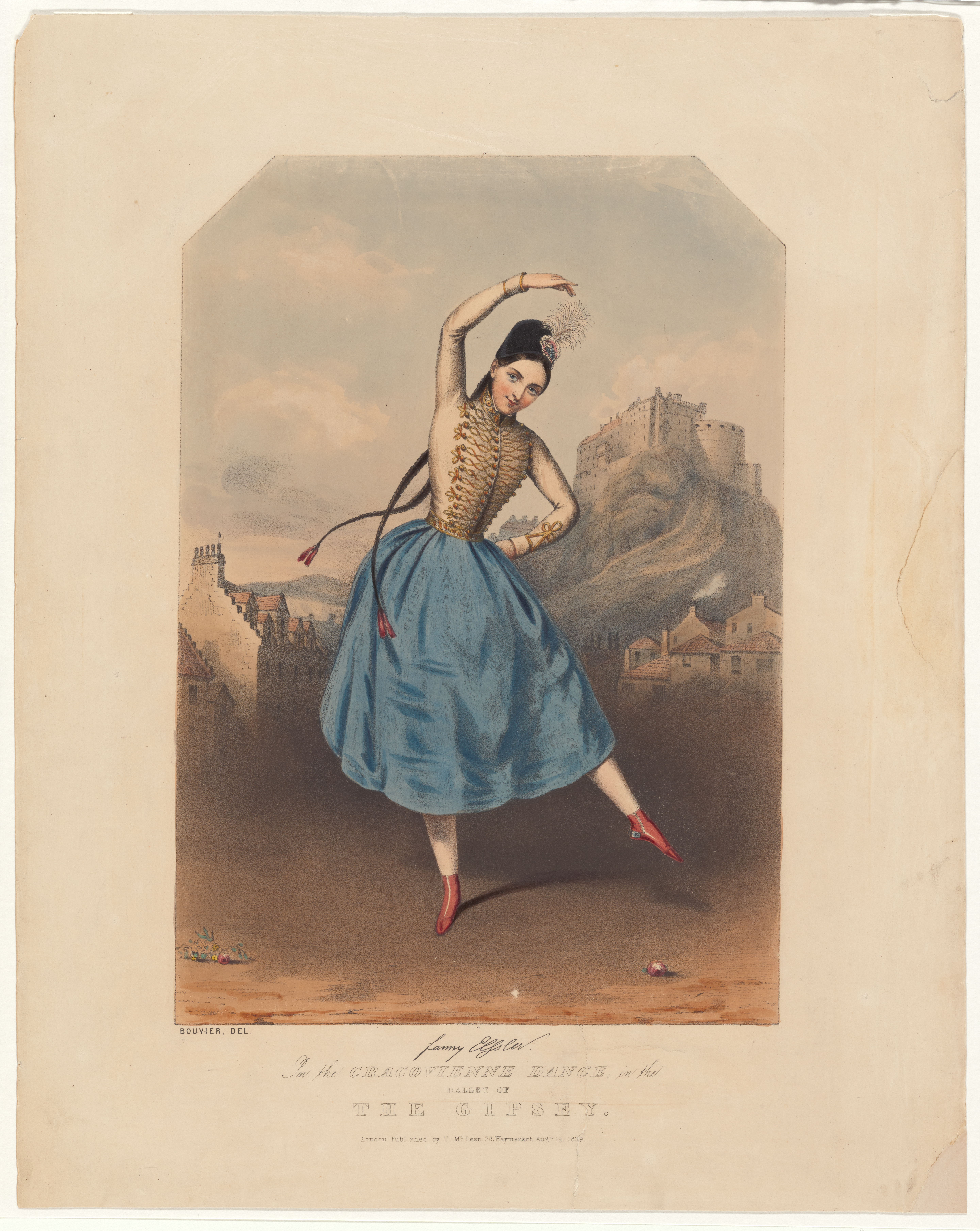
Fanny Elssler tanzt die Cracovienne im Ballett La bohémienne (The Gipsy), 1839
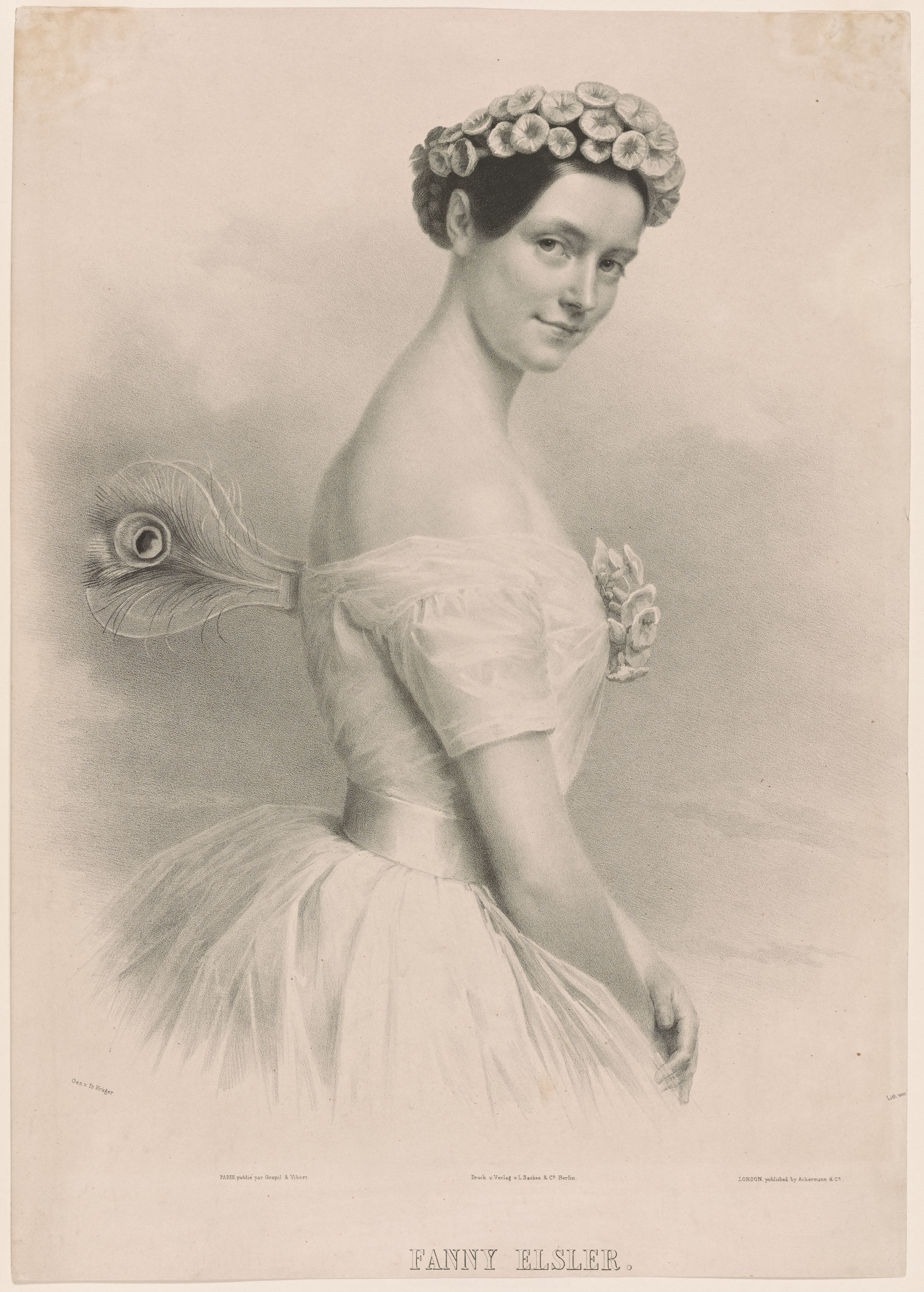
Fanny Elßler als Sylphide, 1840
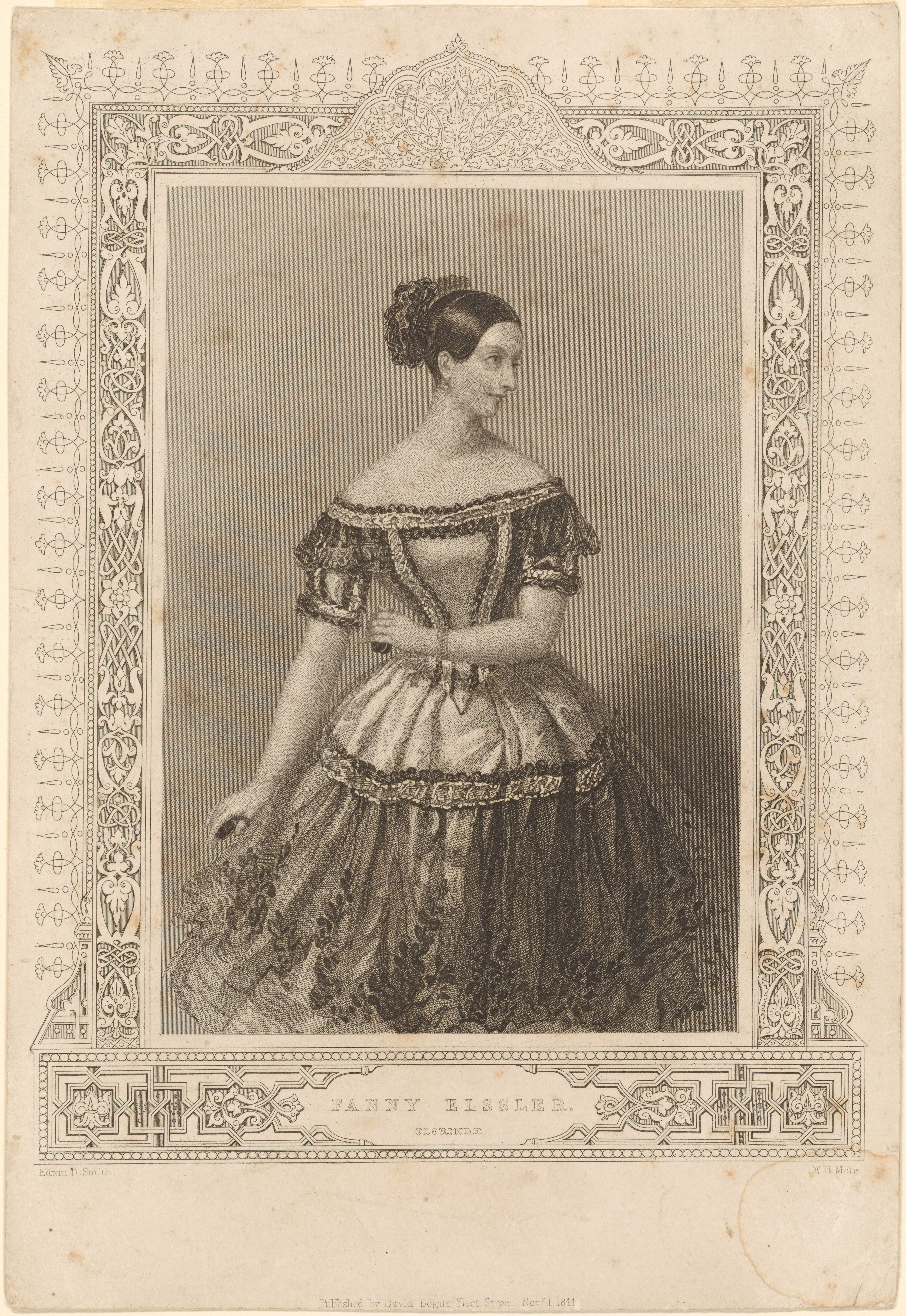
Fanny Elssler als Florinde in Le diable boiteux, im spanischen Kostüm mit Kastagnetten (Cachucha), 1844
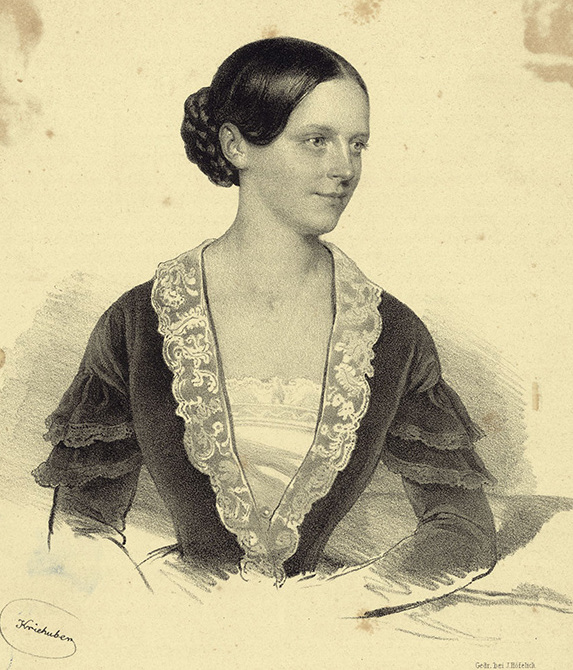
Fanny Elßler von Josef Kriehuber, 1845

## Sonstiges

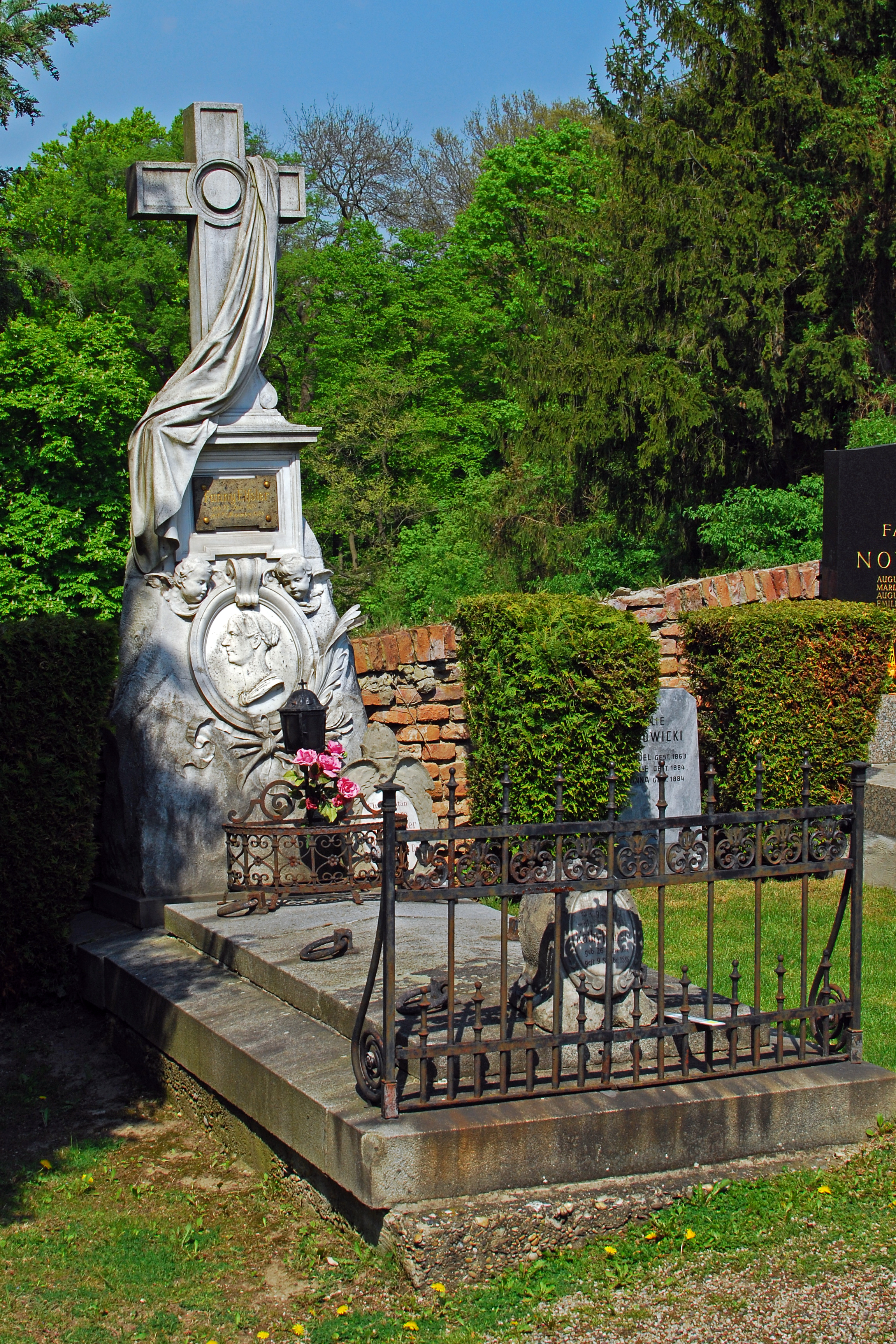
Ehrengrab am Hietzinger Friedhof

### Gedächtnis
Die Grabstelle in Wien-Hietzing hatte der polnische Grundbesitzer Samuel Graf von Kostrowicki (1784–1863) als Doppelgrab angekauft, der die Tänzerin so verehrte, dass er neben ihr beigesetzt werden wollte. Nach dem Tod des Grafen überließ seine Witwe Julie (* um 1825; † 26. Juni 1884) die freigebliebene Grabstelle der Cousine der Tänzerin, Katharina Prinster, die Fanny Elßler auf ihren Tourneen begleitet hatte. Nach einer handschriftlichen Notiz von Karl August Varnhagen von Ense in einem der seltenen Exemplare in der Staatsbibliothek zu Berlin (Bibliothek Varnhagen 2462) war Kostrowicki auch der Autor von Lettres à une artiste; das Buch erschien bei Meline, Cans & Cie. in Brüssel 1841 in nur hundert Exemplaren als Huldigung für Fanny Elßler.
Die Elßlergasse in Wien-Hietzing (13. Bezirk) wurde 1894 ihr zu Ehren benannt. Der Fanny-Elßler-Bogen ist eine Straße im Hamburger Stadtteil Allermöhe. In Eisenstadt, Burgenland, Österreich, und in Klagenfurt gibt es eine Fanny-Elßler-Gasse.
1960 stiftete Riki Raab als Äquivalent zum Iffland-Ring den Fanny-Elßler-Ring, eine Auszeichnung, die an hervorragende österreichische Tanzkünstler vergeben wird. Bisherige Preisträgerinnen waren Edeltraud Brexner, Jolantha Seyfried, Dagmar Kronberger und Rebecca Horner.
Zum Andenken an ihre Auftritte in Havanna/Kuba 1841–1842 stiftete das Nationalballett Cuba 1980 eine Marmortafel, die in der Nähe der Kathedrale in der Altstadt von Havanna an einer Hausfassade angebracht wurde.
Der Fanny-Elßler-Cup ist der Preis eines Eiskunstlauf-Wettbewerbs in Eisenstadt.
Die Österreichische Post gab 1984 zu ihrem 100. Todestag eine Sonderbriefmarke heraus.
Als 1988 am Galgenberg von Stratzing bei Krems in Niederösterreich eine 7 cm große, mehr als 30.000 Jahre alte Frauenfigur aus Stein entdeckt wurde, die „mit ihrem erhobenen linken Arm, dem seitlich abgestemmten rechten Arm, dem gedrehten Körper und den getrennten Beinen grazil und tänzerisch wirkt“, wurde das älteste Kunstwerk Österreichs und „die älteste Steinplastik der Welt“ von der Ausgräberin Christine Neugebauer-Maresch in Erinnerung an Fanny Elßler als „Fanny – die tanzende Venus vom Galgenberg“ bezeichnet.

### Operetten
- Johann Strauss (Musik), Hans Adler, (Libretto): Die Tänzerin Fanny Elßler. Operette in 3 Akten. Uraufführung am 22. Dezember 1934 in Berlin.
- Fanny Elßler ist auch die Protagonistin in der Operette Hofball in Schönbrunn von August Pepöck (Musik) und Josef Wenter (Libretto), die am 3. September 1937 in Wien uraufgeführt wurde.

### Ballett
- Witold Silewicz (1921–2007): Fanny Elßler – Frau und Mythos (1989)

### Filme
- Friedrich Zelnik (Regie): Die Erlebnisse der berühmten Tänzerin Fanny Elßler. Zelnik-Mara-Film, Berlin 1920 (Darsteller: Lya Mara, Ernst Hofmann u. a.)
- Paul Martin (Regie): Fanny Elßler. UFA, Berlin 1937 (Darsteller: Lilian Harvey, Willy Birgel u. a.)
- Hans Herbert (Regie): Der Traum von der Anmut. Dokumentarfilm ORF 1957
- Arthur Maria Rabenalt (Regie): Die Tänzerin Fanny Elßler. Berlin 1965

### Roman
- Irma von Höfer: Fanny Elßler: Friedrich von Gentzens letzter Liebestraum. Literarische Anstalt, Wien 1921